# Jean Dubé (musicien)
Pour les articles homonymes, voir Dubé.
Jean Dubé (né le 3 décembre 1981 à Edmonton, Alberta, Canada) est un pianiste de double nationalité, française et canadienne.

## Biographie

### Débuts
Enfant prodige, il commence l'étude du piano dès l'âge de 3 ans et se produit en concert depuis l'âge de 4 ans,.
À 9 ans il remporte le premier prix — un piano Steinway — du Concours Jeunes Prodiges Mozart à Paris.
La même année (1991), il est invité à ouvrir, sur France Musique en direct, le Bicentenaire Mozart, en jouant le Concerto no 5 pour piano et orchestre en ré majeur de Mozart avec l'Orchestre philharmonique de Radio France.
À 10 ans, il décroche le premier prix de piano au conservatoire de Nice. Il devient à la fois le plus jeune soliste de France et le plus jeune premier prix de l'histoire de ce conservatoire.
À 11 ans, il est reçu à l’unanimité avec les félicitations du jury dans la classe de Jacques Rouvier au
Conservatoire National Supérieur de Paris. Il est alors le plus jeune musicien de cet établissement.

### Reconnaissance
À 14 ans, il obtient le premier prix de piano au Conservatoire national supérieur de musique et de danse de Paris et le prix spécial Monique de la Bruchollerie.
À 16 ans, le premier prix au Concours international de piano Francis-Poulenc à Brive-la-Gaillarde (1997),.
À 17 ans, le premier prix des Jeunesses Musicales à Bucarest (1998).
En avril 2002, à l'âge de 21 ans, Jean Dubé gagne la sixième édition du Concours international de piano Franz-Liszt à Utrecht ainsi que le prix du public. Il enregistre son premier CD chez Naxos et part pour une tournée de plus de quatre-vingt-dix concerts dans plus de vingt pays dans le cadre du prix de ce concours.
Il collabore régulièrement avec la conférencière Julia Le Brun, spécialiste de l'opéra,,. Il est également l'un des directeurs artistiques de Concertino.
En septembre 2024, Jean a interprété l'intégrale des 27 études de Frédéric Chopin à la Salle Gaveau à Paris.

## Rayonnement international
En 2013, il est invité au Festival de la Roque d'Anthéron où il interprète Liszt, Bellini, Wagner et Gounod.

## Partenaires
Jean Dubé collabore avec de nombreux artistes renommés en France et à l'étranger.

### France
- Violon : Alexandre Brussilovsky[16], Frédéric Pelassy[17],[18], Amanda Favier[19], Arno Madoni[20]
- Violoncelle : Suzanne Ramon[21],[22],[23], Maryse Castello[24], Thibaut Reznicek[25],[26], Florent Audibert[27],[28], Adrien Frasse-Sombet[29],[30]

- Alto : Lucienne Lovano[31]

- Piano : Jean-François Bouvery[32],[33], Xavier Bouchaud[34], Shiho Narushima[35], Sophie Arsénian[36],Philippe Alaire[36], Giancarlo Crespeau[37],[38]

- Soprano : Adeline Symko, Françoise Detchénique, Camille Chapron[39],[40],[41], Isabelle Debauve[42], Suzanne Estèves

- Flûte : Yasuko Suzuki[43]

- Mezzo-soprano : Florence Alayrac[44],[45]

- Ténor : Antonio Pereira[46],[47], Léo Muscat[48]

- Contre-ténor : Jérémy Ankilbeau[49]

- Formations : Trio Esterhaza[50], Quatuor de Chartres, Trio Pilgrim[51]

- Récitants et comédiens : Antoinette Jean[52], Jenny Jessua, Anne Lefol[53], Gaëlle Lebert, Maurice Antoni, Pierre Laniau

- Compositeurs : Demis Visvikis[54],[55],[56], Henri Nafilyan[57],[58],[59], Guy-Claude Luypaerts[60], Stéphane Delplace, Hervé Roullet[34], Jean-Paul Penin[61]

- Le comédien, journaliste et producteur Laurent Minier[62]

- Le musicologue, conférencier, critique d'art et écrivain Pierre-Emmanuel Prouvost d'Agostino[63]

### International
- Violon : Barnabás Kelemen[64],[65], Elizabeth Cooney, Bo-Kyung Lee, Liza Ferschtman, Antje Weithaas, Katariina Záborszky, Chi-Yu Lin, Ching-Yun Tu
- Violoncelle : Ketevan Roinishvili, Alexander Spreng[66]
- Piano : Martyn van den Hoek[67],[68], Kate Youkyung Kim, Aleksandar Madžar, Peter Toth, Dan Dan Zheng
- Chant : Daniela Rada (soprano)[69],[70], Sylvia Sass (soprano)[71], Christianne Stotijn (mezzo-soprano), Karin Strobos (mezzo-soprano)[72], Karoly Fekete (baryton)
- Formations : Rubens Quartet, Matangi Quartet, Jenufa Quartet[73],[74], Ad Libitum Quartet, Petersen Quartet, Quatuor Jadéite, Ayumi Ikuta et Seong-Hee Kim (piano et percussions)
- Compositeurs : Juhani Komulainen, Misato Mochizuki

## Discographie

### Albums en solo2002:Franz Liszt:Ballades, polonaises, Trois morceaux suisses(Naxos 8.557364)
- 2003 : Franz Liszt : Les Préludes, La Campanella, Rhapsodie hongroise n°2 (Syrius 141377)
- 2004 : César Franck : Œuvres et arrangements pour piano, Préludes (Syrius 141383)
- 2005 : Jean Sibelius : Œuvres pour piano, Finlandia, Valse triste, vol. 1 (Syrius 141386)
- 2006 : Jean Cras : L'Œuvre pour piano, Paysages, Danze, Poèmes intimes (Syrius 141393)
- 2007 : Bach… In Nomine, Beethoven, Liszt, Mendelssohn, Prokofiev, Villa-Lobos... (Syrius 141402)
- 2007 :  Toccatas : Bach, Purcell, Scarlatti, Debussy, Poulenc, Ravel... (Syrius 141406)
- 2009 : Jean Sibelius : Œuvres pour piano, vol.2 (Syrius 141432)
- 2010 : Hyacinthe Jadin : Six sonates pour piano (Syrius 141437)
- 2010 : Frédéric Chopin (Syrius 141438)
- 2011 : Barcarolles : Chopin, Fauré, Liszt, Mendelssohn, Ravel, Sibelius... (Syrius 141443)
- 2011 : Jehan Alain : Œuvres pour piano, Préludes, Nocturnes, Barcarolle, Petite rhapsodie...(Syrius 141447)
- 2012 : Liszt voyageur : La Suisse et l'Italie (CEA Musika)
- 2012 : "Main gauche" : Debussy, Dubé, Saint-Saëns, Scriabine, Sibelius... (BNL 112969)
- 2012 : Piano-Pédalier : Œuvres pour piano-pédalier de Alkan, Dubois, Franck, Liszt (Syrius 141446)
- 2012 : Jean-Paul Penin : Paris 1930, 12 valses pour piano (Syrius 141453)
- 2012 : Erkki Melartin : Œuvres pour piano, vol. 1 (BNL 112970)
- 2013 : Paraphrases russes : Balakirev, Rimski-Korsakov, Dubé, Pabst (Syrius 141454)
- 2014 : Edvard Grieg et Christian Sinding : Œuvres pour piano (Syrius 141456)
- 2014 : Demis Visvikis : Les Astres, trilogie pour piano (Syrius 141462)
- 2015 : Louis Vierne : Œuvres pour piano (Syrius 141448)
- 2016 : Alexandre Glazounov : Pièces pour piano (Syrius 141467)
- 2016 : Franz Liszt, Sonate en si ; August Stradal, Fantaisie sur Christus de Liszt (Syrius 141469)
- 2017 : Sur des airs amérindiens (Syrius 141480)
- 2018 : Erkki Melartin : Œuvres pour piano, vol. 2 (Syrius 141455)
- 2019 : Väinö Raitio : Œuvres pour piano (Syrius 141491)
- 2019 : Oskar Merikanto : Pièces pour piano (Syrius 141496)
- 2019 : Berceuses : Brahms, Chopin, Schumann (Syrius 141493)
- 2020 : Cloches, pièces pour piano : Vuillemin, Bach, Bizet, Grieg , Moussorgski, Ravel, Debussy(Syrius 141498)
- 2020 : Jazzy Keyboard : Nikolaï Kapustin, Oscar Peterson, Art Tatum, Bart Howard (Syrius 141499)
- 2021 : Piano Recess : Martucci, Mascagni, Glinka, Cosma, Liszt , Gonchigsumlaa, Sharav(Syrius 141501)
- 2022 : Theodor Kirchner : Œuvres pour piano (Syrius 141473)
- 2022 : Rhapsodies (Syrius 141500)
- 2022 : Brahms, Sonate n°3 ; Edward Elgar, Variations Enigma (Syrius 141502)
- 2023: Film Music : Transcriptions de musiques de films : Myklos  Rosza, Vangelis, John Williams, Nino Rota, Joe Hisaishi, Basil Poledouris(la plupart réalisées par Jean Dubé) (Syrius 141497)
- 2023:  Chopin, Les études :  Intégrale des études de Chopin (op.10, op.25 , 3 nouvelles études B.130)  (Syrius 141505)
- 2024:  Liszt , 12 Etudes d'éxécution transcendante , 2 études de concert (Syrius 141510)
- 2025: Film Music II : Transcriptions de musiques de séries et de films , (  la plupart réalisées par Jean Dubé) ( Syrius 141513)
- 2025: Impromptus et Intermezzos:  programme classique , en préparation chez Syrius

### Albums avec collaborations
- 2003: Rarities of Piano music at Schloss Husum 2002 (Ciurlionis: 3 preludes op.20) (Danacord  DACOCD 609)
- 2007 : Grieg : Sonate op. 36 ; Rachmaninov : Sonate op. 19, avec Adrien Frasse-Sombet (violoncelle) (Syrius 141409)
- 2008 : Maurice Ravel, Sonate posthume, Sonate ; César Franck, Sonate en la majeur, avec Amanda Favier (violon) (Syrius 141422)
- 2009 : Jean Cras et Hervé Roullet : Scènes maritimes et champêtres, avec Xavier Bouchaud (deuxième piano) (Syrius 141430)
- 2010 : Johannes Brahms : Trio Esterhaza, avec Frédéric Pelassy (violon) et Florent Audibert (violoncelle) (BNL 112966)
- 2015 : Danses au rythme des époques : Albéniz, Brahms, Ravel Joplin, Piazzolla, avec Lucienne Lovano (alto) (Studiogold)
- 2017: Franz Liszt The Great Piano Works (coffret de 15 cds) : 2 polonaises et 2 ballades de Franz Liszt (enregistrement de Naxos) (Brilliant Classics 95564)
- 2019 : Bach, Mendelssohn, Wagner : transcriptions pour piano à quatre mains, avec Jean-Francois Bouvery (Syrius 141490)
- 2020 : Le violon fantasque : Debussy, Ravel, Dubois, de Sarasate, avec Frédéric Pelassy (violon) (BNL 112989)
- 2022 : Mozaïek : Guy-Claude Luypaerts, Vogtland Philharmonic Orchestra sous la direction de Guy-Claude Luypaerts : Concerto classique, Gorée (Ars Produktion)
- 2022 : Violon passion : Bachelet, Manuel de Falla, Dvorak, Elgar, Fauré, Grieg, Sibelius, Wagner, avec Frédéric Pelassy (violon) (BNL 112992)
- 2024/2025: Sonates violon/piano  de Thédore Dubois et Darius Milhaud : chez Continuo Classics avec le violoniste Amara Tir ( CC777.840)
- 2024:  Mélodies de Louis Diémer et de Marcel Dupré : chez  Solstice avec la soprano Camille Chapron ( SOCD410)

## Vidéographie
- Septembre 2008 : enregistrement en direct pour TF1 et France 3 d'un concerto de Bach et le Concerto pour la main gauche de Ravel.
- 2009 : Participation au film documentaire d'Ophra Yerushalmi Liszt’s Dance with the Devil[75].